# Golfo del Tigullio-Portofino
Golfo del Tigullio-Portofino oder einfach Portofino ist ein Weinbaugebiet in der norditalienischen Provinz Genua in der Region Ligurien. Seit dem 1. September 1997 verfügen die Weine über den Status einer kontrollierten Herkunftsbezeichnung Denominazione di origine controllata, die zuletzt am 7. März 2014 aktualisiert wurde.

## Anbaugebiet
Der Anbau ist in den Gemeinden Avegno, Bargagli, Bogliasco, Borzonasca, Camogli, Carasco, Casarza Ligure, Castiglione Chiavarese, Chiavari, Cicagna, Cogorno, Coreglia Ligure, Davagna, Favale di Malvaro, Lavagna, Leivi, Lumarzo, Mezzanego, Moneglia, Ne, Neirone, Orero, Pieve Ligure, Portofino, Rapallo, Recco, San Colombano Certenoli, Santa Margherita Ligure, Sestri Levante, Sori, Tribogna, Uscio und Zoagli sowie in Teilen der Gemeinden Genua, Lorsica und Mocònesi gestattet.

## Herstellung
Folgende Weintypen werden hergestellt:
- als Cuvée (Verschnittwein):
  - Golfo del Tigullio-Portofino bianco oder Portofino bianco (auch als Spumante, Frizzante und Passito): mindestens 60 % Vermentino und/oder Bianchetta Genovese. Höchstens 40 % andere analoge Rebsorten, die für den Anbau in der Region Ligurien zugelassen sind, dürfen zugesetzt werden.
  - Golfo del Tigullio-Portofino rosso und rosato oder Portofino rosso bzw. Portofino rosato (auch als Frizzante und Novello): mindestens 60 % Ciliegiolo und/oder Dolcetto. Höchstens 40 % andere analoge Rebsorten, die für den Anbau in der Region Ligurien zugelassen sind, dürfen zugesetzt werden.
- als fast sortenreine Weine: Sie müssen zu mindestens 85 % die genannte Rebsorte enthalten. Höchstens 15 % andere analoge Rebsorten, die für den Anbau in der Region Ligurien zugelassen sind, dürfen zugesetzt werden.
  - Golfo del Tigullio-Portofino Bianchetta Genovese oder Portofino Bianchetta Genovese
  - Golfo del Tigullio-Portofino Vermentino oder Portofino Vermentino
  - Golfo del Tigullio-Portofino Ciliegiolo oder Portofino Vermentino
  - Golfo del Tigullio-Portofino Moscato oder Portofino Moscato
  - Golfo del Tigullio-Portofino Scimiscià (Cimixa) oder Portofino Scimiscià